# Нарваэс, Панфило де
Па́нфило де Нарва́эс (исп. Pánfilo de Narváez; 1470 — 1528) — испанский конкистадор с титулом аделантадо, который погиб в ходе неудачной экспедиции во Флориду.
В 1509 году оказался в Америке и принял участие в походе на Ямайку. Был произведен в лейтенанты генерал-губернатора Кубы Диего Веласкеса де Куэльяра, с которым он активно сотрудничал в завоевании острова. В 1511—1512 годах принимал участие в завоевании Кубы под предводительством Диего Веласкеса де Куэльяра. Вместе со священником Бартоломе де Лас Касасом и Хуаном де Грихальвой Нарваэс провел экспедиции, которые привели его к самой западной оконечности острова в 1514 году.
В 1518 году, не подчинившись мандату губернатора Веласкеса, Эрнан Кортес отправился в Мексику, и тот, разгневанный, послал Нарваэса с инструкциями поймать Кортеса живым или мертвым.
В 1520 году, возглавив отряд из 800 человек на 18 кораблях, был отправлен Веласкесом в Мексику, чтобы остановить завоевания Кортеса, успехам которого на континенте Веласкес завидовал. После высадки Нарваэса в Веракрус последовал период боев, в ходе которого многие из сопровождающих Нарваэса людей вступили в ряды Эрнана Кортеса, в том числе Санчо де Бараона «эль Вьехо», эстремадурский предок Мануэля Хосе Арсе, наконец, Нарваэс потерпел поражение в Кемпоале, штат Веракрус, 24 мая 1520 года, где был ранен копьём в глаз солдатом Кортеса Педро Санчесом Фарфаном, а когда он стал одноглазым, его взяли в плен и перевели на виллу Рика-де-ла-Вера-Крус, где он пробыл около двух лет.
Согласно информации, предоставленной самим Кортесом, в июне 1520 года, когда Нарваэс был ранен, караван его экспедиции из 550 человек — испанцев, чернокожих и метисов — попал в руки воинов королевства Тескоко. Все мужчины, женщины и дети были ритуально принесены в жертву.
После освобождения он вернулся в Испанию и был уполномочен испанским королем Карлосом I завоевать Флориду с титулом аделанта́до, в дополнение к титулу губернатора всех обнаруженных им земель. Он вышел в море из Санлукар-де-Баррамеда (Кадис) 17 июня 1527 года во главе флота из пяти кораблей и шести сотен человек. На Кубе экспедицию ослабило дезертирство и задержали шторма. Экспедиция достигла Флориды в апреле 1528 года.
Нарваэс высадился с тремя сотнями своих людей, отправил свои корабли в порт, известный его людям, возле реки Лас-Пальмас, и вошел на территорию враждебных туземцев в поисках золота. Около залива Тампа испанский капитан подружился с касиком по имени Хиррихигуа. Затем он отплыл к северу от Флориды.

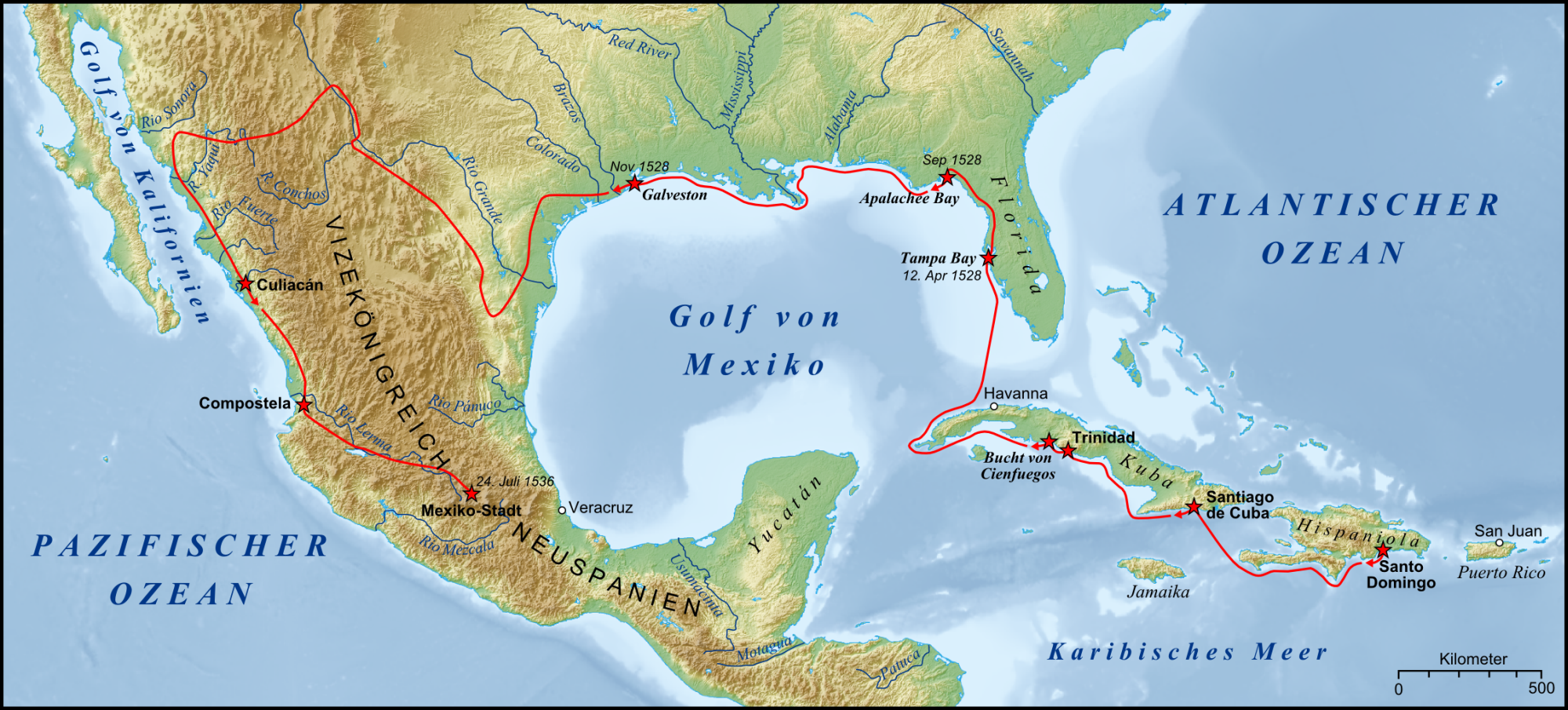
Примерный путь экспедиции Нарваэса и странствований Кабесы де Вака

Нарваэс не нашел больших богатств и, устав от борьбы с местными жителями, на построенных пяти каноэ спустился из внутренних районов в море. Следуя вдоль побережья к западу, он попытался добраться до Мексики. Недалеко от дельты реки Миссисипи Нарваэс и почти весь его отряд погибли во время шторма, разметавшего их лодки, когда они сплавлялись вниз по реке в сторону океана. Только четверым его спутникам удалось добраться до Мексики; среди них был Кабеса де Вака, позднее описавший весь путь Панфило де Нарваэса (в книге «Naufragios de Álvar Núñez Cabeza de Vaca» — «Кораблекрушения Альвара Нуньеса Кабесы де Вака»).